# Rabenwald
Rabenwald är en ort i  kommunen Pöllau i Österrike. Den ligger i distriktet Hartberg-Fürstenfeld i förbundslandet Steiermark.
Rabenwald var tidigare en självständig kommun, men blev den 1 januari 2015 en del av kommunen Pöllau. 